# 津田孟昭
津田 孟昭（つだ たけあきら、慶安4年（1651年） - 享保9年8月3日（1724年9月19日））は、加賀藩の家老、人持組津田玄蕃家第4代当主。
父は津田正真。子は津田敬脩、津田孟正、竹田好徳。通称逸角、右兵衛、玄蕃。初名は正卿、正加。号義門。
延宝3年（1675年）、父正真の死去により家督と知行8000石を相続する。天和3年（1683年）、若年寄となる。貞享2年（1685年）、定火消となる。貞享3年（1686年）、2000石を加増され家老となる。元禄3年（1690年）、金沢の大火の際に、鷹狩で不在だったことを咎められ、藩主前田綱紀に家老を解任される。宝永年中、神護寺天徳院証取火消となる。享保5年（1720年）、再び家老に登用され、世子吉徳の守役を兼任する。
享保9年（1724年）、隠居して家督を嫡男敬脩に譲り、隠居料700石を賜り義門と号す。同年8月3日没。享年74。